# Стечна
Стечна́ — село в Погарском районе Брянской области, административный центр Стеченского сельского поселения.
Название села происходит от прошлого названия речки Поперечни, в старину называвшейся Стечной — стекающий с высоких мест (от села Боршни).
Старожилы села Лукьян Мельник, Мартын Григорьев, Яков Васильев и Григорий Жира показали в 1729 году переписчику-стародубцу Мадиму Пучковскому, что в период польского владения оно принадлежало шляхтичу А. Пясочинскому. Историк A. M. Лазаревский писал о нем: "После поляков — ратушное до 1709 года, когда им завладел Семен Галецкий при следующих обстоятельствах. Около села Стечны на речке Дедовке, она же и Липенка, в лесах поселились несколько бондарей. Последние занимаясь своим ремеслом, разрабатывали «лядца» и таким образом приготовили удобное для заведения слободы место; затем постепенно земля эта перешла к погарскому священнику Мартину Крапиве, большей частью за отправу душ прежних хозяев. Крапива устроил здесь при речке Деды «на старом городце» мельницу и поселил до десятка крестьянских хат. Устроенный хутор Крапива продал затем С. Галецкому, который устроил здесь «стеченскую слободу, зовемую Деды». Для большего простора слободы Галецкий выпросил у гетмана И. Скоропадского в 1709 году и саму Стечну, в которой в это время было 7 крестьянских дворов (в Дедах человек 12). Как отмечено в универсале гетмана, — "Стечня была надана и тяглые жители села обязаны были Галецкому «вшеляким послушанством як в пригонах, так и в поборах». Слободу Деды и крестьянские дворы в Стечне он «леговал» (завещал) Киево-Софийскому монастырю-собору, который основал здесь скит в 1723 году для «чернцов», отшельников-иноков, носивший название Стеченского или Погарского Рождественского монастыря, просуществовавшего до 1735 года. Деды и Стечна перешли к наследникам Галецкого, возможно, через выкуп у монастыря. На ченцев трудились 17 пашенных и три лиозных жителя. С 2002 года Деды исключены из карты района, как несуществующие.
После гибели С. Я. Галецкого в 1738 году Стечна перешла к его второй жене Федоре Андреевне Ширай (внучка бакланского сотника Терентия Ширая, вдова в 51 год, жившая в Стечне). Её несколько раз навещал Н. Д. Ханенко, отметив в дневнике, например, 8.9.1743 года: «Ездил в Стечну и посетил генеральную бунчучную — вдову Федору Галецкую. С ней набожества слушали». От неё владение наследовал сын Петр Семенович, умерший в 1754 году в должности полковника Гадяцкого полка. Село наследовала его жена Екатерина Васильевна (27 дворов и 3 б. хаты, на 1767 год) затем оно перешло к сыну Ивану Петровичу, бунчуковому товарищу (1737—1781 гг.). О селе кратко отмечено: «С дачами деревни Романовки Орловской губернии разграничено межовими знаками. Положение имеет в яру, на низковатом месте, с одной стороны при пахотном поле, а с другой от лесов. Имеется плотина с двумя мельницами на три кола. Дом на пять покоев. Церковь деревянная, поп и два церковника. Подданных 25 дворов и в них 27 хат. К селу сенокосу и лесов довольно, как и пахотной земли неплодородной. Однако ж жители упражняются в хлебопашестве, и с крайним прилежанием вырабатывают пеньку, которую, вместе с олеем продают в Погаре». В те годы служителем их имения был Кирилл Черняховский.
Село осталось за женой И. П. Галецкого — Анной Михайловной Шираи 1749 г. р. (дочь Стародубского судьи). У них было четверо детей — два сына и две дочери. A. M. Шираи вышла замуж второй раз за князя, ротмистра Московского Карабинерского полка Ивана Петровича Львова. За ней в Стечне числилось 102 мужчины и 100 женщин — подданных душ. Наследство продолжалось за их фамилией. Например, на 1840-е годы за Михаилом Ивановичем Галецким было 436 крепостных душ.
Имели здесь подданных и юдиновские дворяне Полетики. В 1863 году десять человек стеченцев отказывались выполнять барщину Я. Полетике и были принуждены к этому судом.
Помещиками в селе были Штурмо, Мощеревские, Анна Симоновна Сухова, с прозвищем «Галочка». Последняя держала скот, любила все русское: костюмы, обряды, поощряла крестьян в пении. Видимо, те традиции и продолжили хормейстеры прославленного Стеченского хора Н. И. Морозова и В. И. Андаралова. В годы революции поместье Суховой было разграблено.
По документам, церковь Рождества Богородицы в селе известна с 1735 года. Известна перестройка 1861 года с приделами Иоанна Предтечи и мучеников Харлампия, Петра и Павла.
Храмовый праздник села — 21 сентября (н. ст.). Среднее число прихожан было в 1770—1860-е годы: мужчин от 420 до 550 человек, женщин от 400 до 560. Сохранилась фотография последней обветшалой церкви невзрачного вида. Деревянная, на кирпичном фундаменте, с тремя входами, из бревен, обшитая тесом стоявшая на возвышенном месте, она сгорела от молнии. В 1890-е годы службы вел священник Николай Петрович Архангельский с псаломщиком И. А. Рубисом. Потом Илья и Андрей.
Урожаи собирали ниже средних — 18 пудов ржи с десятины и 9 пудов гречихи. Суходольные сенокосы шли по низшему третьему разряду.
В 1892 году в селе была открыта церковная школа грамоты, одна из первых трех школ такого типа в погарских селах. В церковном доме с 18 ребятами занятия вел Федот Скубачевский. 24 апреля 1897 года Стародубское земское собрание постановило открыть здесь светское двуклассное училище. На часть денег, завещанных тайным советником, председателем уездной горуправы И. И. Масловым, и на подаренной председателем уездной горуправы А. А. Поршняковым земле была поставлена школа в 1901 году из дома, купленного в селе Березовка.
Первым учителем был Патруев. В 1912 г. в школе учились 59 ребят и 3 девочки, в 1913 г. — 50 и 7. До 1916 года школой заведовал С. Т. Макеенко, а его жена Мария Федоровна была там же учительницей.
В 1930 г. школа сделалась четырехлетней, с 1949 г. — семилетней, с 1961 г. — восьмилетней. До сих пор добром вспоминают селяне учителей С. Г. Локшину, A. M. Лапицкого, Ф. С. Иномистову.
В селе числилось дворов и населения: 1799 год — 101 мужчина; 1859 г. — 47 дворов, 190 мужчин и 190 женщин (редкое совпадение); 1893—104 двора, 315 мужчин и 293 женщины; 1897—117 дворов и 648 человек; 1913—113 дворов; 1926—176 дворов, 408 мужчин и 446 женщин.
Село входило в Куровскую волость (с 1861 года) и после — в переименованную Погарскую (с 1888 по 1929 год). В 1919 году был образован Стеченский сельсовет, (первый председатель — П. И. Тищенко, секретарь — А. Д. Кусенок). На 1926 год в Стеченский сельсовет Погарской волости входили семь населенных пунктов, в которых было 285 дворов, 676 мужчин и 727 женщин. Хутора: Поперечня, Бубновка, Костобобров, Лосевка, Пикулевичев, Приваловка.
По дневниковой записи агронома Погарского волземотдела с 1928 года П. Г. Савченко, первый колхоз в волости был образован в Стечне, с названием «Искра», председатель Иван Никифорович Кухаренко. Потом уже образовались в сельсовете колхозы «Бедняк», «Червоный восход», «Дубрава» (председатели: А. А Теребунов из х. Поперечного, С. И. Гречко из х. Деды). В 1950 году из мелких хозяйств образован колхоз им. Сталина. По постановлению от 5.12.1959 года, в колхоз им. Калинина ОПХ «Судость» в д. Романовка вошли колхозы им. Сталина, «Красный восток» (д. Бугаевка) и «Новый мир» (с. Грязивец). Около десяти лет возглавлял колхоз Р. К. Пусев, более четверти века — A. M. Атрошенко.
В годы Великой Отечественной войны село было оккупировано немецко-фашистскими войсками с 29 августа 1941 года по 21 сентября 1943 года.
По состоянию на 2004 год, в Стеченский сельсовет входили сёла Стечна и Грязивец, деревни Романовка и Бугаевка, хутора Лосевка и Поперечное, поселки Гамовщина, Дубрава, Дятлов, Кожуровка: всего на 1.1.2004. — 617 дворов, 1664 жителя. В Стечне — 151 двор и 431 житель.